# زاوية مريدية
الزاوية المريدية أو الطريقة المريدية (المريدية) هي توجه صوفي، وتعتبر المريدية من أقوى الجماعات الدينية بالسنغال وأفريقيا الغربية. ويمثل شيخ الطريقة سلطة معنوية بالسنغال حيث يقصد كل الراغبين في المشاركة بالانتخابات مدينة طوبى عاصمة الطريقة ومركزها الروحي، وهو تقليد طبقه الرئيس السنغالي عبد الله واد أثناء حملته بالانتخابات الرئاسية. 
هناك الكثير من المنتجات والشركات التي تحمل أسماء تجارية مرتبطة بشخصيات وأماكن ومناسبات مقدسة لدى الطريقة المريدية في السنغال وما جاورها، وهي تشكل إحدى أكبر المجموعات الاقتصادية المحلية في غرب أفريقيا، وتنشط في مجالات الزراعة والصناعات الغذائية والنسيج والطباعة والعقار والنقل والبنوك وغيرها.

## فلسفة الإرادة
ظهرت المريدية على مسرح الأحداث في بداية القرن الرابع عشر الهجري أواخر التاسع عشر الميلادي على يد صوفي سنغالي يسمى الشيخ أحمد بمبا وقد كان لدعوته الصوفية التجديدية تأثيرا بعيد المدى في كل جوانب الحياة السنغالية دينية اجتماعية اقتصادية سياسية فكرية، والمريدية في تسميتها ترجع إلى مصطلح معروف وشائع في الفكر الصوفي الإسلامي ألا وهو الإرادة.

## تعريف المريدية والمريد
اعتمادا على كتابات الشيخ نستطيع أن نعرف المريدية بأنها «طريقة صوفية إسلامية تجديدية، تقوم على الإيمان والإسلام والإحسان، وتدعوا إلى إخلاص الإرادة لله وتجريدها مما سواه، وانهاض الهمة في طلب مرضاته بعد المبايعة والسلوك على يد مرب كامل يقوده بالعلم والعبادة، ويربيه على ترك العادة، كما يساعده على تزكية نفسه وتطهير روحه وتخليصه من الأكدار والرذائل، بغية الترقي بالمريد إلى مقام الوصول الذي هو كون العبد خالصا لله في كل حركاته وسكناته وعقائده، وأقواله وأفعاله وأحواله ظاهرا وباطنا، ولا يحصل هذا غالبا بمجرد التدريس»

## التاريخ

### البداية والنشأة
ظهر التصوف في السنغال منذ عهد المرابطين، الذين استطاعوا إدخال الإسلام رسمياً في القرن الحادي عشر الميلادي، وبدأ تدفق الطرق الصوفية إليها، حتى جاءت الطريقة المريدية بداية القرن الرابع عشر الهجري أواخر التاسع عشر الميلادي (1893م)، إبان الاحتلال الفرنسي لأراضي السنغال، على يد مؤسسها «أحمد بن محمد بن حبيب الله بن محمد الخير بن حبيب الله بن محمد الكبير بن سعيد بن عثمان»، وهو المشهور في السنغال بالشيخ أحمد بمب (بمبا) والملقب أيضًا بالخديم أو خادم الرسول، والذي حقق انتشاراً واسعاً وقاوم الاستعمار الفرنسي، ونشط في خلق روح صوفية إسلامية في قلوب السنغاليين، حيث قرر ابن شيخ الطريقة القادرية ومستشار أمير مملكة كيور، أن يؤسس مدينة جديدة ويجعلها نواة مجتمع مسلم نموذجي، وقد سمى مدينته الفاضلة «طوبى»، وطريقته «المريدية»، إلا أن السلطات الفرنسية فنفته إلى الجابون  في سبتمبر 1895م الموافق 1313هـ، ولم يعد منها إلا في شهر نوفمبر سنة 1902م.
ثم لم يلبث أن نفاه الاحتلال الفرنسي مرة ثانية إلى موريتانيا في يونيو سنة 1903م، قبل أن يعود منها مجددًا في أواخر شهر أبريل 1907م، لكنه ظل قيد الإقامة الجبرية من لدن هذا التاريخ إلى 1927م وهي سنة وفاته.

### ما بعد أحمد بمبا
عندما أعرب “بامبا” عن آماله ببناء هذا المسجد، كان بحوزته 10 آلاف دولار قام بتجميعها من مريديه (من أتباع الطريقة المريدية).. غير أنّ حجر الأساس الأول لبناء المسجد لم يوضع إلا سنة 1932 عن طريق ابنه البكر وأول خليفة للطريقة المريدية، الشيخ “محمد مصطفى”. ولم تشهد أعمال البناء توقّفا منذ تاريخ انطلاقها، إلا مع “اندلاع الحرب العالمية الثانية سنة 1941، بسبب توقّف إمدادات المعدّات”، بحسب “ديوب”.
وحين توفي الشيخ “محمد مصطفى” في 13 يوليو 1945، حمل أخاه وخليفته الشيخ “محمد فاضل” (عرف لاحقا باسم سيرين فالو) المشعل، وتعهّد بمهمّة الاشراف على أعمال بناء المسجد، ليتم الفراغ منها سنة 1963. الكلفة الجملية للمسجد قدّرت في حينها بـ مليون و340 ألف دولار، وتطلّب انجازها حوالي مليون و800 ألف ساعة عمل. تمّ افتتاح المسجد الكبير بـ “توبا” يوم الجمعة 07 يونيو/ حزيران 1963 من قبل الخليفة الشيخ “محمد فاضل”، بحضور الرئيس السنغالي حينذاك “ليوبولد سيدار سانغور”. تقارب لقي استغرابا في حينه من طرف العديد من المراقبين، بما أنّ “سيرين فالو كان من شيوخ المريدية، وسانغور كان كاثوليكيا. اختلاف عقائدي لم يمنع ترعرع صداقة قوية بين الرجلين”، يقول ديوب، بل لقد “أظهر الرئيس السنغالي السابق حرصا على إنهاء بناء المسجد، وهو ما دفع بالعديد من متّبعي الطريقة المريدية في السنغال إلى دعمه سياسيا حينذاك”. وبعد وفاة الشيخ “محمد فاضل” في 6 أغسطس 1968، سعى خلفاء المريدية المتعاقبين إلى توسيع المسجد جوهرة المريدية.

## السياسة
وصلت «المريدية» إلى هرم السلطة عبر الرئيس السنغالي «عبدالله واد» مواليد 29 مايو 1926، تولى الرئاسة في أبريل 2000م، إلى أبريل 2012، عبر الحزب «السنغالي الديمقراطي»، وتربى عبد الله في حضن تلك الطريقة، وحظيت الطريقة بنفوذ كبير في تلك المرحلة، فكبار مشايخها فرضوا السيطرة الكاملة على مكامن العملية الاقتصادية والسياسية، رغم نفي المريدين عن طريقتهم أنها ذات صبغة سياسية، وكانوا يؤكدون أنها ارتقاء الروح.
كما كان من مريدي الطريقة الكبار من احتلوا مناصب مهمة، كالحاج عمر سورانغ الذي كان رئيسا لغرفة التجارة، ورئيس جمعية رجال أعمال السنغال، والأمين العام لغرفة التجارة الإسلامية العالمية، وقد كان نشاطه في مجال النقل. وأسماء كثيرة غير هذه منها بعض أبناء وأحفاد الشيخ بامبا. 

## الثورة الإقتصادية
لم تختلف الطريقة المريدية عن باقي الطرق الصوفية كثيرا، فقد أذن الشيخ لمريديه أن يتعبدوا بأوراد التيجانية والشاذلية والقادرية، لكن الفرق الجوهري كان في مزاوجته بين العبادة والعمل. وفي هذا يقول الدكتور مصطفى بوسو الباحث في تراث الشيخ بامبا «لقد رأى الشيخ أن ما يحتاجه المجتمع المسلم في تلك المرحلة، هو التخلص من التبعية الاقتصادية للمستعمر الفرنسي، وتطوير قدرات المسلمين الإنتاجية، وتحصيل القوة الاقتصادية الضرورية لمواجهة الاستعمار الفرنسي وحملته التنصيرية التي تستغل فقر المسلمين وتخلفهم». يقول بوسو «لقد مضت قرون اعتاد فيها الناس حياة بسيطة، وعيشا سهلا، وكانت فكرة الدولة جديدة نسبيا، ولم تكن الملكية الشخصية تعني أكثر من كوخ وآنية لطهي الطعام وفراش للنوم وملابس بسيطة من جلود الحيوان، لهذه الأسباب لم تكن لدى الناس دوافع قوية للعمل على ضمان» المستقبل«، فمستقبلهم مضمون، ويكفي الخروج للغابة للصيد والتقاط بعض الفواكه».

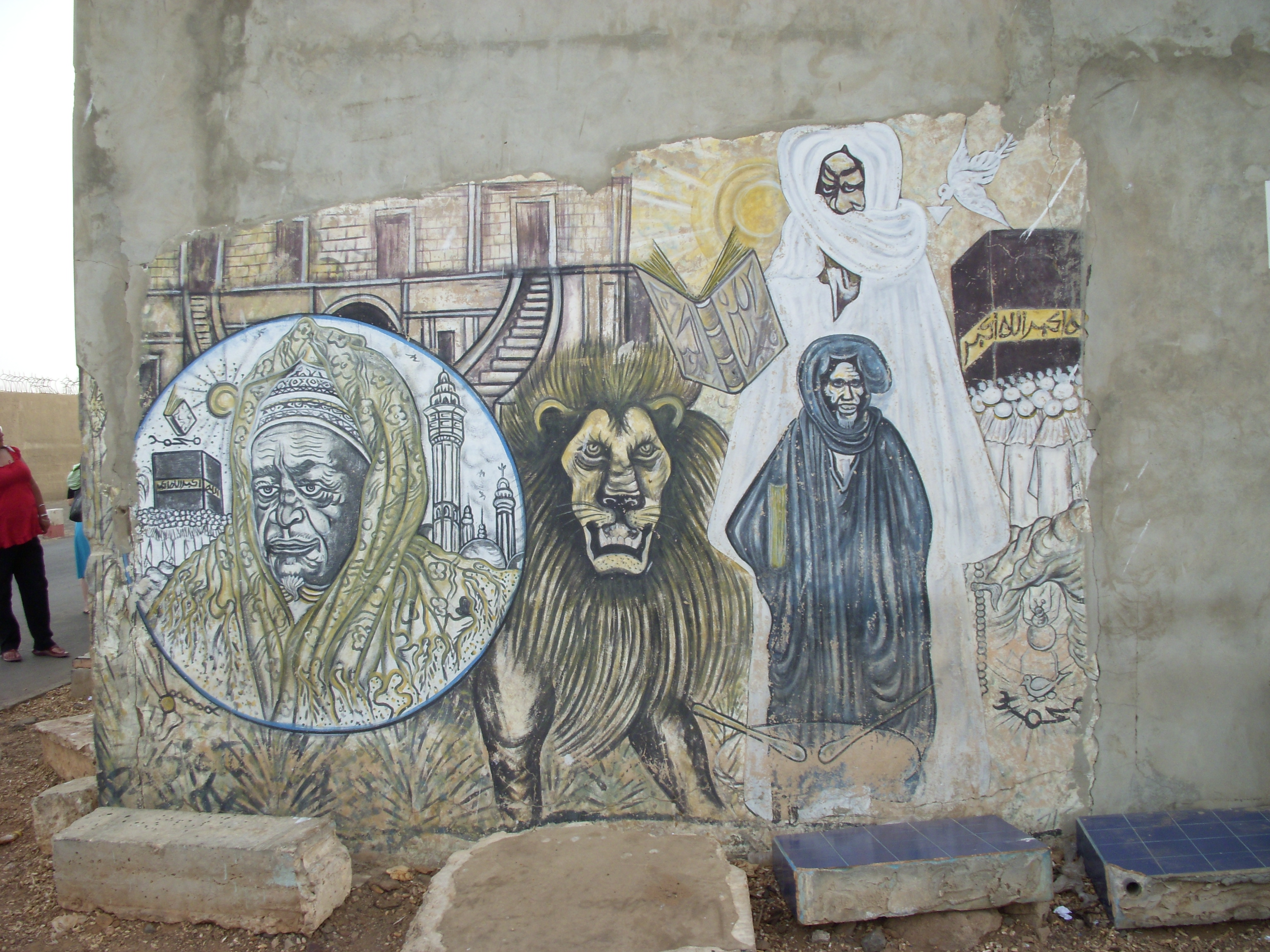
جدارية في داكار ، تُظهر أحمد بامبا وتلميذه إبراهيم فال ومن اتباعه سيرين فالو.

وكانت عادة المريدين أن يعتكفوا في الزوايا لطلب العلم والتعبد، لكن الشيخ بامبا قصر الاعتكاف على مجموعة من النجباء فقط، ووجه بقية مريديه للقيام بأعمال في نظام أشبه بالتعاونيات، قائلا لهم «اليد العليا خير من اليد السفلى»، وكانت البداية مع زراعة الفول السوداني الذي كان الطلب عليه كبيرا من المصانع الفرنسية، والذي وفر للطريقة موارد مالية مكنتها من بناء مسجد طوبى الكبير، كما أتاحت لها تقديم خدمات اجتماعية لليتامى والأرامل وتمكين الفقراء من أسباب طلب الرزق من خلال قروض حسنة غير مستعجلة السداد. ومع مرور السنين، تنوعت مجالات عمل المريدين واتسعت رقعة نشاطهم، كما تطورت خبراتهم وكبرت ثرواتهم، وقد دأب المريدون على أن يتصدقوا بما جادت به أنفسهم للطريقة، فتقوم الطريقة ببناء المساجد وتجهيز المدينة الفاضلة بما تحتاجه من مرافق، كما يعاد استثمار الأموال في مشاريع جديدة. وقد كلف الشيخ بامبا أحد مريديه الحذقين بإدارة أعمال الطريقة، وكان اسمه آنتا مباكي وقد وصفه تقرير للحاكم العسكري الفرنسي قائلا «إنه مثل رجل أعمال، وليس مثل الشيخ أحمادو بامبا، إنه رجل يسافر كثيرا، يذهب ويجيء، ولديه بيوت في كل مكان، ولديه علاقات مع الجميع». وخلال فترة الاستعمار، دشنت الطريقة المريدية مشروع بناء مسجد طوبى الكبير، الذي يعد أحد أكبر المساجد في أفريقيا، كما دشنت أكبر مشاريعها بربط مدينة طوبى بسكة الحديد. وحين نالت السنغال استقلالها، كانت الطريقة المريدية تضم مجموعة كبيرة من رجال الأعمال الذين شكلوا إلى جانب غيرهم النخبة الاقتصادية للبلاد.
تعدّ مزارع خلكوم للفستق من أكبر مراكز التربية والتعليم في السنغال؛ إذ تضمّ خمسة عشر مركزاً لتربية وتعليم الأطفال بشكل مجاني، ومتطلبات هذه المراكز الخمسة عشر، وما فيها من آلاف الأطفال والشباب، تفوق أحياناً المحصول الزراعي لخلكوم.
ولم تكن المريدية في السنغال الطريقة الوحيدة التي حضت على العمل والإنتاج، ففي شرق أفريقيا في بدايات القرن 16، أسس الشيخ حسن جبرو وكان شيخا للطريقة القادرية مركزا عند بلدة برديوة على ضفاف نهر جوبا، فكانت أول مركز استيطان لجماعة صوفية بغرض زراعة الأرض واستخراج خيراتها.
غير أن المريدية كانت نموذجا من بين نماذج قليلة استطاعت أن تجدد فهمها للتصوف، ليصير مرادفا للعمل والكسب، ونجحت في تأسيس مدينة من الصفر وجعلها مركزا اقتصاديا وثقافيا كبيرا، بعدما استطاعت أن تفلت من خناق الاستعمار، وأن تتجاوز سني الجفاف التي ضربت الزراعة في السبعينات. لكنها لم تتجاوز بعد المبالغة في إضفاء هالات القداسة على شيخ الطريقة حتى حين يتعلق الأمر بالتجارة، فـ«قهوة طوبى» نسخة أصيلة من تلك التي قدمها الشيخ لمريديه، بعدما أعطاه النبي (صلى الله عليه وسلم) وصفتها، أما ماء الرحمة فهو من عين نبعت من تحت أقدام الشيخ ذات جفاف، وأما الحافلة التي على ناصيتها «إلى طوبى» فعجلاتها مباركة من كثرة الزيارة، فطوبى لراكبها وطوبى لشارب القهوة والماء.

## التحديات
ولأن لكل شيء إذا ما تم نقصان، يتوقع مراقبون محليون ومتخصصون في الشأن الصوفي السنغالي، خطرًا يهدد الطرق الصوفية رغم النفوذ الواضح والقوي، وهو الخطر الكامن في تنامي قيادات شابة من داخل أسر القيادات الروحية، فتزايد الأعداد بتلك السرعة ينذر ويهدد بصراعات داخل التيار الصوفي بشكل عام، وتؤكد عدة تقارير محلية بأن الأمر بات على وشك الانفلات بالفعل، حيث تطالب تلك القيادات الشابة بالحداثة والتحول الفكري التدريجي، وتتطلع للزعامة والسلطة، كما صاحب ذلك الجنوح إلى الحداثة تحركات مريبة مع نشر بعض الأفكار السلفية والشيعية في السنغال عبر بعض الجمعيات هناك.

## «ماغال طوبى» أو «يوم التعظيم»
وفي ذكرى نفي «أحمد دوبمبا» مؤسس الطريقة المريدية، تكتظ مدينة «طوبى» شرق السنغال، بالمريدين والاتباع من كل عام بعدة ملايين في مدينته «طوبى» لتخليد الذكرى، عبر احتفال يطلقون عليه اسم «ماغال»، حيث نُفي شيخ الطريقة من قبل سلطة الاحتلال الفرنسي إلى دولة الجابون، ويتوافد على الضريح اتباع الطريقة الموريدية من الداخل والخارج للتبرك والاحتفال والتزود بالإيمان على حدِّ وصفهم واعتقادهم.

## النقد والتقييم
رغم ما ينسب إلى مؤسس الطريقة من فضل وعبادة وزهد، إلا أنك تجد في ترجمته أمورًا عجيبة ليست من الدين في شيء، بل وتقدح في عقيدة من يقول بها؛ ومن ذلك ما تجده في تراجمه عند بحثه عن مقر له ولأتباعه؛ يقول أحدُهم: (وفي أثناء ذلك حدَّثه العليمُ الخبيرُ وألهمه أنه سيهب له بلد دين وبركة ولكن لم يعين له موضعًا)، وبعدها بأسطر يضيف: (فحدَّثه اللهُ إثرها أن البلد الذي وعده إياه هو ما حول الشجرة التي نزل تحتها عند الظهيرة للصلاة في طريقه هذه) ، وكما هو معلوم فقد انقطع الوحي بموت النبي صلى الله عليه وسلم؛ فكيف يُقال مثل هذا ويساق في الحديث مساق المدح للرجل؟!

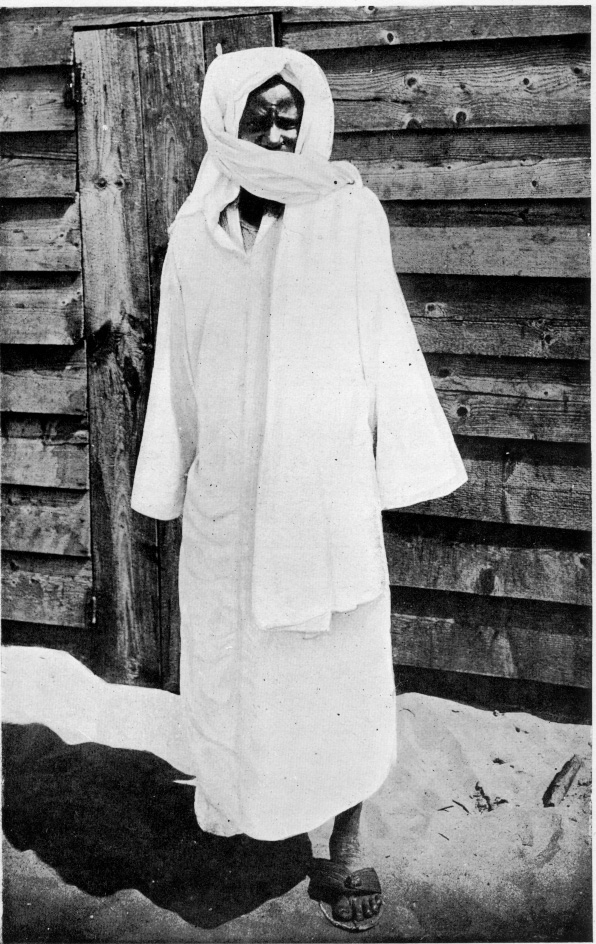
أحمد بمبا شيخ الطريقة المريدية

وأبعد من هذا ما تتناقله بعض الروايات من أن الشيخ أحمد بمب بنى مدينة طوبى (طوبة) عندما رأى نورًا يغشى الأبصار عند شجرة معينة، وأن جبريل عليه السلام وعده بأن المكان حول هذه الشجرة سوف يتحول إلى مدينة مركزية روحية، لها شهرة كونية، ويأتي إليها العالم كله للتوبة والاستغفار.
فكأن أتباع الشيخ أحمد يضعونه في مرتبة الأنبياء صلوات الله عليهم وسلامه الموحى إليهم من الله تبارك وتعالى، أو ربما هو أعلى مرتبةً وفق اعتقادهم؛ حيث إن أمين وحي السماء جبريل عليه السلام وعده بما ستكون عليه المدينة المختارة في ما يستقبل من الأيام، وهذه من الانحرافات الكبيرة لدى المريدية، ومما ينتقد عليه شيخ الطريقة ومؤسسها أنه ترك أتباعه ومريديه يبالغون في تقديسه على هذا النحو. ومن بين المآخذ التي يُنتقد بها مؤسس المريدية أنه ترك أتباعه يعتقدون بأن العمل الزراعي الذي يعود ريعُه إلى شيوخ الطريقة يعفيهم من أداء الفروض الدينية، وهذا يضاد صريح الدين، وهو ليس لأحد من الناس؛ فالله عز وجل هو من فرض هذه الفرائض وأمر الناس بإقامتها وتعبد الناس بها؛ فكيف يتم التهاون فيها إلى حد إعفائهم من أدائها مقابل دفع أموال تخدم الطريقة وشيوخها.

### انحرافات الطريقة

#### التبرك بالأضرحة وتقديس المشايخ
يعترف «فاضل نغاي»، الباحث في الطريقة المريدية، بأن (بعض أتباع هذه الطريقة أضافوا إليها بعض الخرافات والبدع؛ كالتبرك بالأضرحة وتقديس المشايخ)  ومن أبرز مظاهر ذلك أن لأتباع الطريقة احتفالًا يؤمُّون فيه بالملايين عاصمة الطريقة ومحضنها: (طوبى)، التي تضم قبر مؤسس الطريقة، ويعظم أصحاب الطريقة ذلك اليوم جدًّا حتى يطلق عليه في بعض الأحيان «يوم الحج» لأنهم يفعلون طقوسًا تحاكي طقوس الحج إلى بيت الله الحرام، لكنه يشتهر أكثر بموسم «ماغال طوبا»، ويوافق هذا الاحتفال من كل عام ذكرى نفي مؤسس الطريقة وإبعاده إلى الجابون.
وتشير إحصائيات غير رسمية إلى أن عدد زوار مدينة طوبى هذا العام في الذكرى رقم 116 لنفي مؤسس الطريقة، تجاوز خمسة ملايين من مختلف الأصقاع والأمصار، ولتعلم ضخامة هذه الجموع الغفيرة يكفي أن تعلم أن بيت الله الحرام، لم يتجاوز عدد من قصده العام الماضي (1431هـ) لأداء فريضة الحج الثلاثة ملايين (2.789.399)، بحسب مصلحة الإحصاءات العامة والمعلومات. فتأمل كيف ينصرف بعض الصوفية عن حج بيت الله الحرام وما فيه من مشاهد التوحيد التي تبرز أشد ما تبرز في تلبيه الحجيج: (لبيك اللهم لبيك، لبيك لا شريك لك لبيك، إن الحمد والنعمة لك والملك لا شريك لك لبيك)، إلى تلك الزيارات الشركية التي ما أنزل الله بها من سلطان، ومعروف ما يقترن بها من تبرك بصاحب الضريح أو دعائه أو استغاثة به أو ذبح له أو طواف حول ضريحه، وكلها أمور شركية قد تفضي بصاحبها إلى الخروج من ملة الإسلام.

#### خوارق ليست من الدين
وينسب شيخ الطريقة المريدية الشيخ أحمد بمبا إلى نفسه عددًا من الخوارق لا تسلم من جهة النظر الشرعي السليم، ولنتأمل قوله وهو يتحدث عن السنوات التي قضاها في المنفى أو كما يسميها «الغيبة»: (ومن أسرار غيبتي أن الله منَّ عليَّ بسبع كرامات معجزات لرسول الله صلى الله عليه وسلم، وهي: غلب لي اللهُ أعدائي قبل ظهوري، ووهب لي علمًا لـم يكن من التعلم، وباهى رسول الله صلى الله عليه وسلم كلَّ الأنبياء بغربتي عشر سنين وخدمتي له فيها الـخدمة الـخالصة، وحببني الله تعالى إلى كل سعيد، وأيَّس إبليس وكلَّ لعين معه مـنِّي، وحببني تعالى إلى الـملائكة الكرام، وحببني إلى مؤمني الـجن). ولا يخفى ما في كلامه من مبالغات لا يقرها شرعُنا الإسلامي، فمثلًا لا نعلم شيئًا عن طبيعة «الخدمة الخالصة» التي خدمها الرجل فجعلت رسول الله صلى الله عليه وسلم يباهي به الأنبياء صلوات الله عليهم، بل ولا نعلم حتى كيف وصل إليه نبأ تلك المباهاة؟! وأما قوله (وأيَّس إبليس وكلَّ لعين معه مـنِّي) فهذه مكانة لا نعلمها في أمة الإسلام إلا للنبي صلى الله عليه وسلم؛ ففي حديث عَائِشَةَ رضي الله عنها قَالَتِ الْتَمَسْتُ رَسُولَ اللهِ صلى الله عليه وسلم فَأَدْخَلْتُ يَدِي في شَعْرِهِ، فَقَالَ: (قَدْ جَاءَكِ شَيْطَانُكِ)، فَقُلْتُ: أَمَا لَكَ شَيْطَانٌ؟ فَقَالَ: (بَلَى، وَلَكِنَّ اللهَ أَعَانَنِي عَلَيْهِ فَأَسْلَمَ)

#### نبذ الجهاد
من الطوام التي وقعت فيها الطريقة المريدية، نبذ الجهاد في سبيل الله، بل نجد مراجعهم ربما أطلقت على الجهاد اسم «العنف»، كنوع من التبرير ربما لمبدأ لديهم مفاده: (الاستغناء بالغزوات التي غزاها رسول الإسلام مـحمد عليه الصلاة والسلام مع أصحابه رضوان الله عليهم ضد كفار الـجزيرة العربية ومُشركيها، عن استخدام العنف بـجميع أشكاله، ولأيِّ غرض كان).
ويدلل على ذلك قول الشيخ أحمد بمب نفسه شعرًا:
بِـغَـزوات المُصطفى غَـنِـيتُ عَنْ غَــــزْوَةِ مَنْ قَصَـــــدَنِي ولــم يُعَـــنْ
وقوله:
نابت كتابتي لدى أهل الكتـــــابْ عن غَــــــــزوَات ذي المزايا لا عتابْ
وهذا منطقه استند إليها مؤسس المريدية في نبذ الجهاد المسلح، خاصة وأن بلاده كانت خاضعة لاحتلال الفرنسيين حال انتشار طريقته وبروزها على مسرح الأحداث، وكما يكون الجهاد بالحجة والبرهان، وبالمال أيضًا؛ فإنه يكون بالنفس، بل ذلك هو أعظم الجهاد، خاصةً وقد أجمع العلماء على وجوب الجهاد إذا دخل الكفار بلاد المسلمين، ويعنون بذلك ـ كما لا يخفى ـ الجهاد المسلح. أما محاولة تبرير ترك الجهاد والقعود عن محاربة أعداء الله بالاستغناء بغزوات النبي صلى الله عليه وسلم؛ فهو تبرير واهٍ جدًّا لا يحتاج إلى إعمال عقل حتى لنقضه.

## مقالات ذات صلة
- الطريقة القادرية
- الزاوية التيجانية